# Pobladura del Valle
Pobladura del Valle es un municipio y villa española de la provincia de Zamora, en la comunidad autónoma de Castilla y León.
Pertenece a la comarca de Benavente y Los Valles, en la que es especialmente conocido por las bodegas que se encuentran situadas a las afueras del pueblo en las que se sirven tapas y alimentos de calidad de la zona y por sus dos museos: Museo del Whisky (Bar Vafer) y Museo Naval. Son muchos los visitantes que acuden a estas bodegas y museos desde ciudades como Benavente, León, Valladolid y Zamora, o desde otras localidades de la provincia de Zamora.

## Geografía física

### Ubicación
Integrado en la comarca de Benavente y Los Valles, se sitúa a 77 kilómetros de la capital provincial. Su término municipal está atravesado por la Autovía del Noroeste entre los pK 275 y 276. 
El relieve del municipio está determinado por el valle del río Órbigo que discurre por el oeste del territorio. La altitud oscila entre los 781 metros al este y los 730 metros en la ribera del río. El pueblo se alza a 748 metros sobre el nivel del mar.  
| Noroeste: Maire de Castroponce                       | Norte: San Adrián del Valle (León) | Noreste: Matilla de Arzón   |
| Oeste: Maire de Castroponce y Fresno de la Polvorosa |                                    | Este: Matilla de Arzón      |
| Suroeste:Fresno de la Polvorosa                      | Sur: La Torre del Valle            | Sureste: La Torre del Valle |

### Clima
Se caracteriza, al igual que buena parte de submeseta norte, por un clima mediterráneo continentalizado dada la altitud del municipio (unos 747 m) y su lejanía del mar. Los inviernos son muy fríos (con unas temperaturas inferiores a los 5 °C) y los veranos muy calurosos (unos 25 °C de media). La frecuencia de las heladas invernales es elevada, produciéndose incluso en primavera, con el consiguiente daño a la agricultura. La pluviosidad a lo largo del año es bastante equilibrada, pero en los meses de julio y agosto es bastante escasa.

### Vegetación
Predomina el encinar y otras frondosas como el brezo, la retama, el jaral o el tomillar. La vegetación ripícola se basa en álamos, chopos o fresnos.
En las cercanías de la villa podemos encontrar espacios naturales de interés tales como:
- Lagunas de Tera - Vidriales
- Sierra de la Culebra
- Tierra de Campos
- Río Órbigo
- Río Esla
- Río Cea
- Río Eria

## Historia
Existen numerosos testimonios arqueológicos que avalan la presencia del hombre en el valle del Órbigo durante el Paleolítico inferior. De estos hallazgos, los más importantes se han obtenido en el curso bajo del río, espacio que comprende desde el término de Pobladura del Valle hasta la desembocadura del Órbigo en el Esla.
Las referencias documentales sobre su desarrollo histórico son confusas, en cuanto su topónimo es bastante frecuente en diversas tierras (Pobladura de Pelayo García, Pobladura de Aliste, Pobladura de la Sierra, Pobladura de Sotiedra, Pobladura de Valderaduey o Pobladura de Yuso, entre otros), lo que lleva a que los datos existentes se puedan confundir con facilidad. En cualquier caso, la etimología de su topónimo parece encubrir la creación ex novo de este asentamiento, posiblemente tras la Reconquista por los reyes leoneses de este territorio situado al norte del río Duero.
Durante la Edad Moderna, Pobladura del Valle estuvo integrado en la provincia de León, tal y como recoge en el siglo XVIII Tomás López en Mapa geográfico de una parte de la Provincia de León. No obstante, al reestructurarse las provincias y crearse las actuales en 1833, Pobladura del Valle pasó a formar parte de la provincia de Zamora, dentro de la Región Leonesa, la cual, como todas las regiones españolas de la época, carecía de competencias administrativas. En 1834 se integró en el partido judicial de Benavente, al que pertenece en la actualidad. Tras la constitución de 1978, Pobladura pasó a formar parte en 1983 de la comunidad autónoma de Castilla y León, en tanto municipio integrado en la provincia de Zamora.

## Geografía humana

### Demografía
Cuenta con una población de 273 habitantes (INE 2024).
| Gráfica de evolución demográfica de Pobladura del Valle entre 1842 y 2021                                             |
| |
| Población de derecho según los censos de población del INE. Población de hecho según los censos de población del INE. |

En otro tiempo su población triplicaba su actual cifra de población. Las emigraciones y la decadencia del oeste peninsular, en especial de la provincia de Zamora, ha diezmado su población en las últimas décadas.

### Economía
A principios del siglo XX contaba con un mercado semanal de animales vivos que era uno de los más concurridos de la comarca de Benavente y Los Valles. Al día de hoy cuenta con una veintena de empresas y su desempleo es prácticamente nulo. Se encuentra bien comunicado por carretera y tiene cubiertos los servicios básicos.
- Sector primario: en la actualidad este sector es prácticamente inexistente en la localidad en favor del secundario y del terciario.
- Sector secundario: cuenta con la fábrica agropecuaria de piensos Nanta, entre otras empresas.
- Sector terciario: hay varios bares y bodegas-restaurante, carnicería, ferretería y distribuidores de alimentarios, entre otros.

Polígonos industriales
- Polígono industrial Pobladura del Valle: se encuentra en construcción en su término municipal, próximo a la A-6 o autovía del Noroeste. Tiene una superficie de unos 100.000 m².
- La Marina: muy próximo a la localidad, en el término municipal de Villabrázaro - San Román del Valle, se encuentra ubicado en el cruce de la autovía de las Rías Bajas (A-52) y la N-6 o carretera de La Coruña.

### Comunicaciones

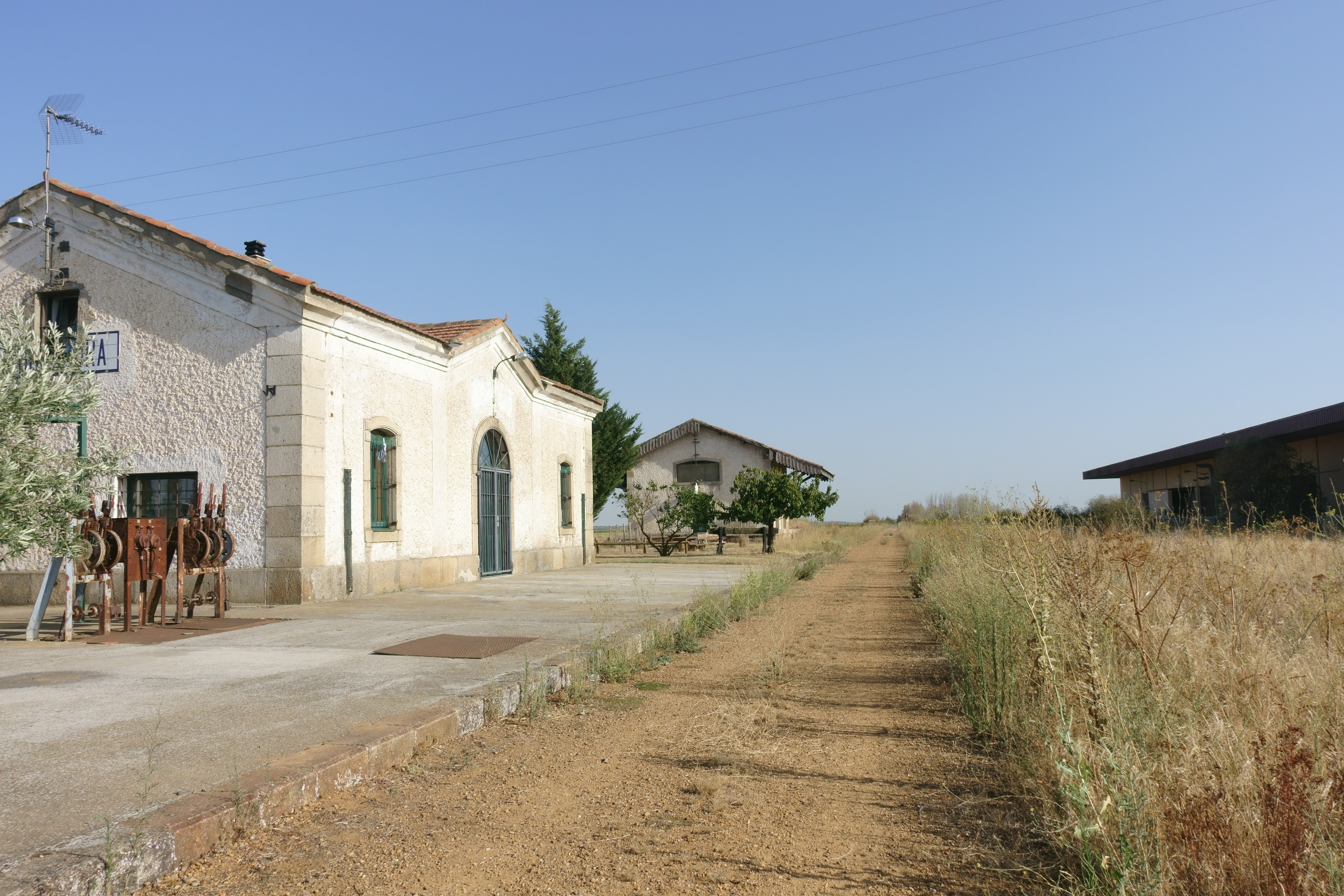
Antigua estación de ferrocarril de la línea Plasencia-Astorga

Las carreteras que pasan por la localidad son:
- La  N-6, conocida también como carretera de La Coruña, que es una carretera radial que une Madrid con La Coruña, atravesando las poblaciones de San Rafael, Tordesillas, Benavente, Pobladura del valle, La Bañeza, Astorga, Ponferrada y Lugo, entre otras.
- A-6, o autovía del Noroeste, que también une las ciudades de Madrid y La Coruña.

## Símbolos
El pleno del ayuntamiento de Pobladura del Valle, en sesión celebrada el 29 de marzo de 2003, acordó aprobar el escudo heráldico y la bandera municipal con la siguiente descripción:
Escudo
Escudo de plata, tres palos hondados de azur, calzado de gules con cueva de plata. Al timbre corona real cerrada.
Bandera
Bandera rectangular de proporciones 2:3, formada por una franja diagonal blanca de 1/3 del ancho de la bandera, con una cueva roja a 1/3 del asta, siendo el triángulo del asta rojo y azul el del batiente.

## Equipamientos y servicios

### Educación
En la villa hay un colegio público.

### Sanidad
Centro de salud. Consultorio médico.

### Instalaciones deportivas
- Pistas polideportivas.
- Piscinas municipales
- Campo de fútbol municipal.
- Frontón.

## Cultura

### Museos

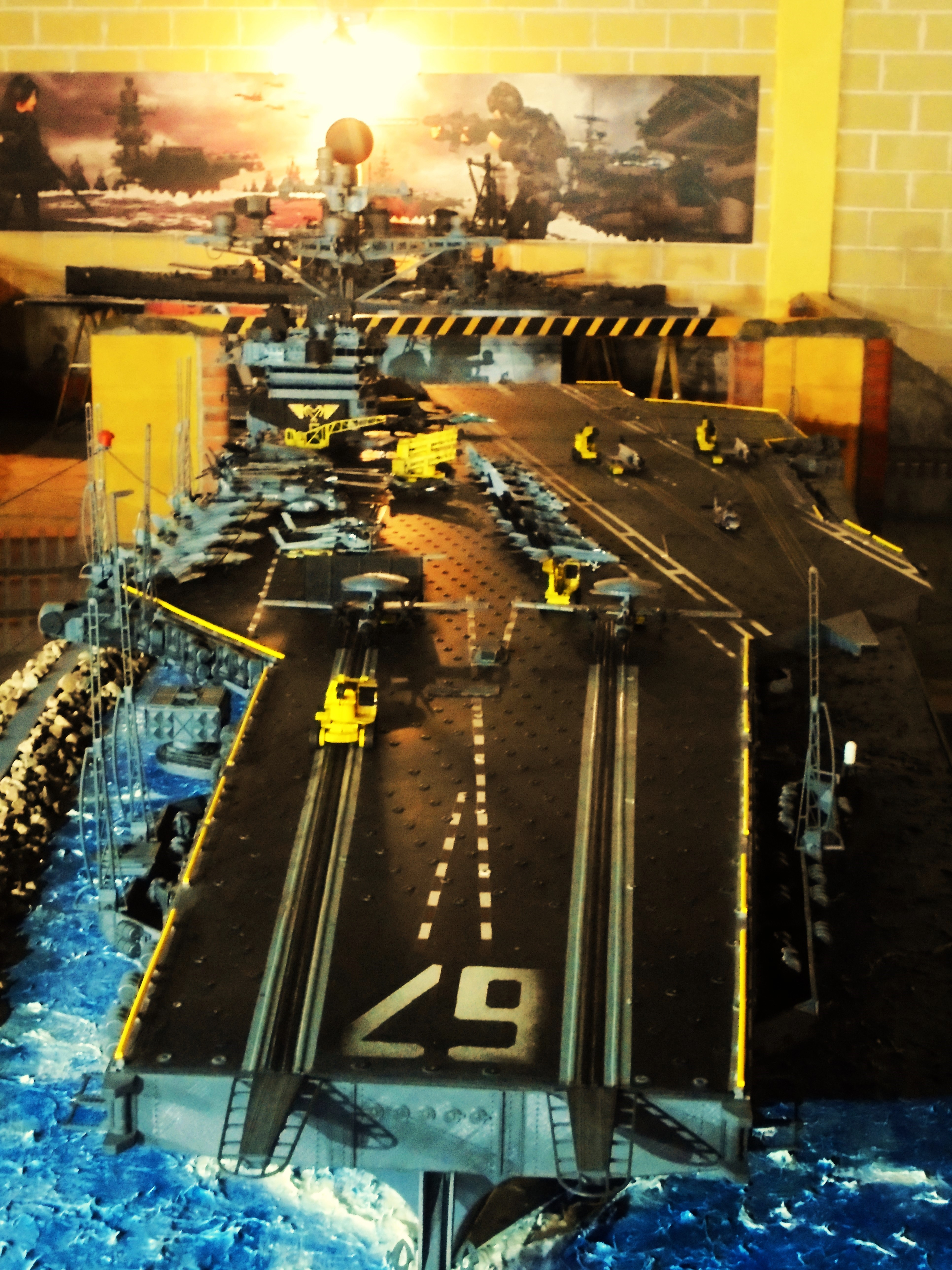
El portaaviones USS J. F. Kennedy en escala 1/72 en la sala de exposiciones del Museo Grand Central

- Museo del Whisky: se encuentra dentro del bar-cafetería Vafer y cuenta con más de 2000 botellas de whisky. La colección de botellas comenzó en 1995.
- Museo Grand Central: es una colección privada de maquetas, realizadas por José Luis Blanco García y ubicada en las cercanías de la urbanización Las Fontanillas. Cuenta con ciento ochenta buques, dioramas y varias piezas de artillería a gran escala.

### Gastronomía

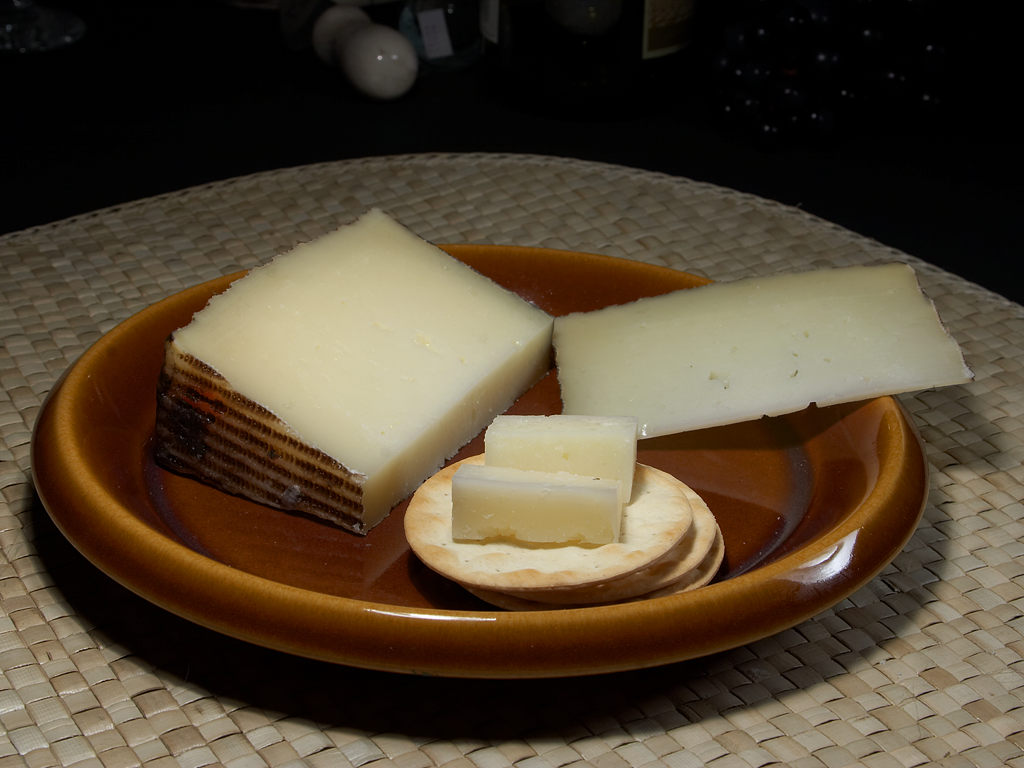
Queso zamorano

El producto típico de la huerta de la comarca benaventana es el pimiento con la catalogación de producto de calidad. Hay que destacar sus embutidos, sus notables quesos, la miel y los licores. En estas tierras, también hay buenos vinos, premiados en el extranjero y con la catalogación de producto de calidad, de los que se está promoviendo la obtención de una denominación de origen.
Los platos típicos son las truchas del tera, el lechazo, los asados en horno de leña, el bacalao a lo tío o a la cazuela, los cangrejos de río y las ancas de rana. En repostería se destacan dulces como los feos, las bombas, las rosquillas de trancalapuerta, los bollos de coscarón, rosquillas de ramo y de ángel, la tarta del Císter y la tarta de la Veguilla.

### Ferias y fiestas
La fiesta más popular de Pobladura, tiene lugar el tercer fin de semana de agosto, en las que la localidad multiplica por tres sus habitantes. Uno de los actos más popular de estas fiestas es la chorizada en la que los mozos del pueblo asan estos embutidos en gigantescas parrillas para todos los asistentes y en las que se reparte una media de dos mil bocadillos de chorizo.
En los últimos años, se ha creado la Asociación de Pendones de la Virgen del Valle. Gracias a esta iniciativa se ha vuelto a recuperar esta importante tradición de los pendones. Se celebra una peregrinación una vez al año en el pueblo el cual es el anfitrión y así, se invita a los pendoneros de otros pueblos cercanos a la caminata y a una merienda en la plaza mayor. Pero este festejo no tiene fecha fija por eso cada año se celebra un día diferente.